# 科林·皮奇福克
科林·皮奇福克（Colin Pitchfork，1961年—，出生於英國马基特德雷顿什罗普郡）是第一位因DNA指紋分析證據而遭逮捕定罪的嫌疑犯。皮區福克分別於1983年11月21日以及1986年7月31日，強姦並謀殺了兩名女孩。他在1987年9月19日被逮捕，並於1988年1月22日承認罪行，判處無期徒刑。

## 罪行
1983年11月21日，萊斯特郡鄉間的那柏如（Narborough）15歲的女孩琳達·曼恩（Lynda Mann）出門前往拜訪朋友而沒有回家，隔天早上被人發現遭受強姦並勒死在一條小馬路上。當時的鑑識科學技術發現，於受害者身上所收集到的精液樣本顯示加害者為A型血，另外根據酵素圖譜（enzyme profile），發現約有10%的男性為嫌疑犯。在沒有進一步證據下，無法定案。
到了1986年7月31日，另一位15歲的女孩唐·艾希渥斯（Dawn Ashworth），被發現於一塊靠近馬路的近林地中。且同樣遭受強姦勒斃，根據作案方式及現場遺留的樣本血型研判，此案件與1983年的案件相符。當地一位17歲的少年理查·巴克蘭（Richard Buckland）成為嫌疑犯，他在質問中顯露出對於唐·艾希渥斯的身體知識，並承認犯下後項罪行，但卻否認殺害琳達·曼恩。
當時DNA指紋分析技術的研究者亞歷克·傑弗里斯，正好在附近的萊斯特大學工作，他比較了精液樣本，發現加害人的與巴克蘭的血液樣本不符，且兩位女孩應為同一人所殺害。巴克蘭因此成為首位因DNA分析證據而免除犯罪指控的嫌疑犯。
之後萊斯特郡警局收集了4853位當地男性的血液或唾液樣本，但經過了6個月後，仍然沒有找出相符的對象。後來一名酒吧女服務生聽見伊恩·凱利 (Ian Kelly)， 科林在麵包店的同事，談論自己曾經偽裝成科林·皮奇福克，並將自己的血液提供給警察局當成樣本。皮奇福克因而在自家遭逮捕，並被確認為兇手，最後被判無期徒刑。然而在2021年9月1日獲得假釋出獄。

## 外部連結
- http://www.bbc.co.uk/crime/caseclosed/colinpitchfork.shtml （页面存档备份，存于）
- https://web.archive.org/web/20061214004903/http://www.forensic.gov.uk/forensic_t/inside/news/list_casefiles.php?case=1

1. ↑  . The Daily Telegraph. 1 September 2021  [1 September 2021]. （原始内容存档于2022-01-30）.